# Семейко Микола Іларіонович
Микола Іларіонович Семейко (25 березня 1923 року — 20 квітня 1945 року) — радянський військовий льотчик, двічі Герой Радянського Союзу, в роки німецько-радянської війни штурман ескадрильї 75-го гвардійського штурмового авіаційного полку і штурман того ж полку 1-ї гвардійської штурмової авіаційної дивізії 1-ї повітряної армії 3-го Білоруського фронту, гвардії капітан.

## Біографія
Семейко Микола Іларіонович народився 25 березня 1923 року в місті Слов'янськ (нині Донецька область, Україна) у родині службовця. За національністтю — українець.
Закінчив неповну середню школу № 12, яка носить його ім'я.
В 1942 році закінчив Ворошиловградську військову авіаційну школу пілотів і в тому ж році — Курси вдосконалення командного складу.
На фронтах Німецько-радянської війни з березня 1943 року. Був командиром екіпажа, ланки, заступником командира, командиром і штурманом ескадрильї 75-го гвардійського штурмового авіаційного полку, почавши бойову діяльність під Сталінградом, брав участь у боях на річці Міус, за звільнення Донбасу, Криму, України, Білорусі, у складі військ Південного, 4-го Українського і 3-го Білоруського фронтів.
До жовтня 1944 року був штурманом ескадрильї 75-го гвардійського штурмового авіаційного полку і штурманом того ж полку 1-й гвардійської штурмової авіаційної дивізії 1-й повітряної армії 3-го Білоруського фронту.
20 квітня 1945 року, на наступний день після присвоєння звання Героя Радянського Союзу, загинув у повітряному бою в Східній Пруссії.
До свого останнього вильоту М. І. Семейко зробив 227 бойових вильотів на штурм ворожих військ, в результаті яких він особисто знищив і пошкодив сім танків, 10 артилерійських гармат, п'ять літаків на ворожих аеродромах, 19 автомашин з військами й вантажами, паровоз, підірвав два склади з боєприпасами, придушив 17 вогневих точок зенітної артилерії, знищив багато іншої бойової техніки й живої сили супротивника.

## Нагороди

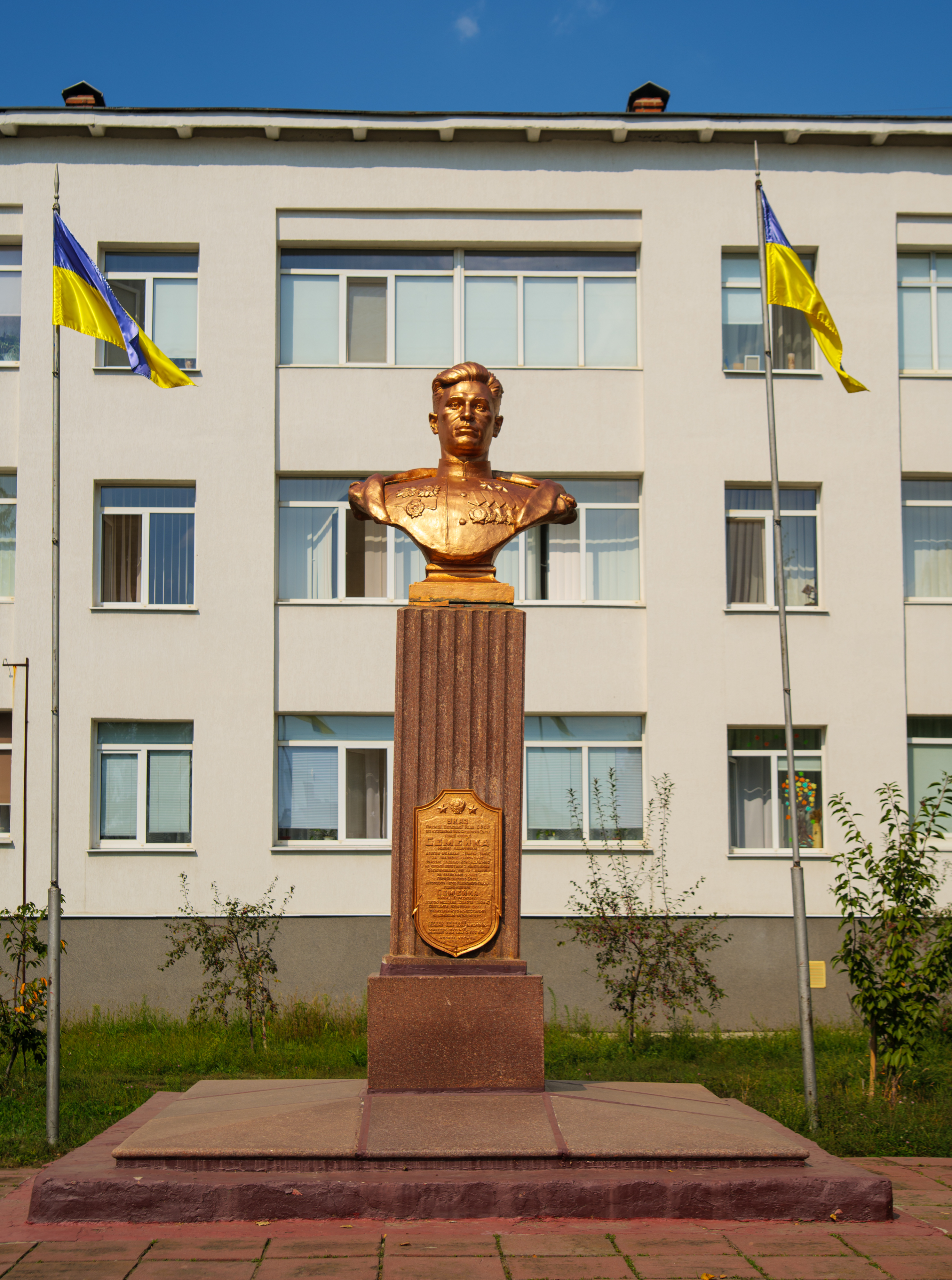
Бюст Миколи Семейка у Слов'янську біля школи № 12, у якій він навчався.

- Указом Президії Верховної Ради СРСР від 19 квітня 1945 року за мужність і героїзм, виявлені в боях з німецько-фашистськими загарбниками, гвардії капітанові Семейко Миколі Іларионовичу надано звання Героя Радянського Союзу із врученням ордена Леніна й медалі «Золота Зірка». Однак, наступного дня, після підписання Указу про присвоєння йому геройського звання він загинув у повітряному бої в Східній Пруссії.
- Указом Президії Верховної Ради СРСР від 29 червня 1945 року Семейко Микола Іларионович посмертно нагороджений другою медаллю «Золота Зірка».

Нагороджений:
- двома Орденами Леніна,
- чотирма Орденами Червоного Прапора,
- Орденом Богдана Хмельницького 3-го ступеня,
- Орденом Олександра Невського,
- Орденом Вітчизняної війни 1-го ступеня,
- медалями.

## Пам'ять
- На батьківщині двічі Героя Радянського Союзу М. І. Семейка встановлене його бронзове погруддя, названа площа та вулиця.